# Kakaovac
Kakaovac (lat. Theobroma), biljni rod iz porodice sljezovki. Najpoznatijoj vrsti T. cacao, postojbina je bazen gornjeg toka Amazone. Postoji dvadesetak vrsta.

## Vrste
1. Theobroma angustifolium DC.
2. Theobroma bernoullii Pittier
3. Theobroma bicolor Bonpl.
4. Theobroma cacao L.
5. Theobroma canumanense Pires & Fróes ex Cuatrec.
6. Theobroma cirmolinae Cuatrec.
7. Theobroma gileri Cuatrec.
8. Theobroma glaucum H.Karst.
9. Theobroma grandiflorum (Willd. ex Spreng.) K.Schum.
10. Theobroma hylaeum Cuatrec.
11. Theobroma mammosum Cuatrec. & J.León
12. Theobroma microcarpum Mart.
13. Theobroma nemorale Cuatrec.
14. Theobroma obovatum Klotzsch ex Bernoulli
15. Theobroma simiarum Donn.Sm.
16. Theobroma sinuosum Pav. ex Huber
17. Theobroma speciosum Willd. ex Spreng.
18. Theobroma subincanum Mart.
19. Theobroma sylvestre Aubl. ex Mart.
20. Theobroma velutinum Benoist